# ماتا تريبتا جي
ماتا تريبتا جي هي والده الغورو ناناك مؤسس الديانة السيخية.
تريبتا ماتا أنجبت الغورو ناناك في 15أبريل، 1469، في القرية تسمى رأي بهوي دي تالواندي، وهي تبعد حوالي أربعين ميلا غرب لاهور في مقاطعة البنجاب بباكستان. وهي أمرأة هندوسية الأصل، وقد تم تغير أسم القرية التي ولدت فيها الغورو ناناك إلى اسم نانكانا صاهيب تمجيدا لتلك الأسرة.
تعتبر ماتا تريبتا جي أول امرأة سيخية، حيث قالت أنها كانت تتأمل عندما كانت حاملا فيه، ثم آثارت له المودة وقامت بحمايته من غضب والده كالو ميهتا.